# 細田慎一郎
細田 慎一郎（ほそだ しんいちろう、1975年1月16日 - ）は、埼玉県出身のサッカー指導者。

## 来歴
2010年、カターレ富山の主務に就任。翌2011年からはアシスタントコーチを務める。2014年シーズン終了後、契約満了をもって退任。
2015年、中国女子サッカー・全国リーグ・浙江杭州西子女子足球倶楽部のコーチに就任。
2016年、普及・育成コーチとして富山に復帰。

## 指導歴
- 2010年 - 2014年  カターレ富山
  - 2010年 主務
  - 2011年 - 2013年 アシスタントコーチ
  - 2014年 アシスタントコーチ兼U-18コーチ
- 2015年  浙江杭州西子女子足球倶楽部コーチ
- 2016年 - カターレ富山
  - 2016年 普及・育成コーチ
  - 2017年 主務[7]